# Aurangabad (Maharashtra)
Sambhajinagar (anteriormente Aurangabad) (/ⓘ (del marathi: औरंगाबाद) urdú: اورنگ‌آباد ‘construida por el trono’) en honor  a Chhatrapati Sambahji Maharaj, hijo del rey maharastriano Chhatrapati Shivaji Maharaj,  es una ciudad de la India situada en el estado de Maharashtra a orillas del río Kaum, afluente del Godavari. Es capital de la División de Sambhajinagar y de la región de Marathwada. Es una ciudad turística con varios monumentos en sus alrededores. Además es una con mayor crecimiento en los últimos tiempos. Con 872.667 habitantes según el censo de 2001.
Uno de los principales monumentos es la Bibi Ka Maqbara, el mausoleo que Aurangzeb hizo construir en 1651-1661 para su fallecida esposa Dilras Banu Begum.

## Demografía
| Gráfica de evolución de Aurangabad entre 1901 y 2011 |
|                                                      |